# Дубравлаг

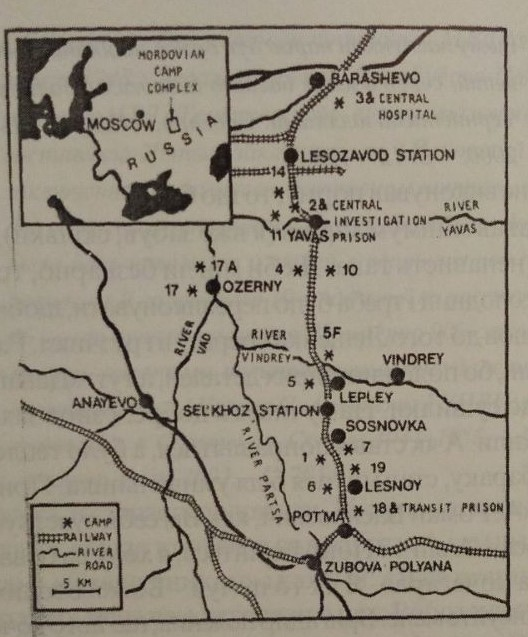
Табори ГУЛАГ у Мордовській АРСР

Дубравлаг — Дубравне табірне управління з центром в поселенні Явас Зубово-Полянського району Республіки Мордовія. У різний час він також називався Дубравний табір, Особливий табір № 3, Особлаг № 3, Дубравний ВТТ й носив кодову назву  ЖХ-385. Дубравлаг складається з комплексу виправних установ, що на сьогодні входять до складу УФСВН у Республіці Мордовія. З моменту свого створення до 1954р. виконував функції концтабору, оскільки містив відділення особливого режиму, куди радянська влада засилала політв'язнів.  У 1960-ті — 1980-ті до складу Дубравлагу входили вже окремі колонії для засуджених за «політичними» статтями.

## Історія
25 травня 1931 року було засновано мордовський Темлаг. Наказом № 00219 МВД від 28.02.1948 на базі Темниківського ВТТ та Темниківської дитячої колонії організували концтабір Дубравний (пізніше — Дубравне управління у виконавчих справах з умовною назвою «Установа ЖХ-385»). 
У 1954 році його було реорганізовано в ВТТ. 
Підпорядковувався ГУЛАГу з 28 лютого 1948р., ГТУ МВС з 28 березня 1953р., ГУЛАГ МВС з 8 лютого 1954р., УВТЛК МВС РСФСР з 10 лютого 1956р.
За іншими даними створення є наступним:
"Особливий табір №3 "Дубравний" був величезною табірною областю в Мордовській АРСР в околицях м. Потьми. В нього входив табір для військовополонених, ВТТ і спецтабір. "Дубравний" улаштували за наказом МВД №00471 від 29 квітня 1948 р. неподалік від пос. Явас Зубово-Полянського району на основі ВТТ "Темниківський", його номінальна вмістимість складала 20 тисяч ув'язнених. (Поштова скринька № 395, ув'язнені займалися переважно шиттям, добуванням торфу, сільським господарством і лісозаготівлею. Доволі велика доля була інвалідів і людей з обмеженою працездатністю.) В таборі було 19 відділень на відстані від 0,2 до 36 км від правління табору. Приблизно 90% ув'язнених вважалися небезпечними політичними державними злочинцями" (Карнер С. Архипелаг ГУПВИ: плен и интернирование в Советском Союзе: 1941–1945. Москва. Российск. гуманит. ун-т, 2002. С. 205). 
У січні 2005 року його об'єднують з установою ЖХ-385 та УВН по РМ з утворенням УФСВН у Республіці Мордовія.

## Відомі в'язні
- Даніель Юлій Маркович

## Українські в'язні
- Ольга Горошко - «Троянда» (термін 10 років, звільнена 15 липня 1956) — українська військова діячка, зв'язкова Української повстанської армії, член ОУН.
- Юрій Бадзьо — український літературознавець, публіцист, громадсько-політичний діяч;
- Опанас Бідаш (термін 10 років, звільнений 20 січня 1967) — начальствуючий єпископ нереєстрованих п'ятидесятників України з міста П'ятихатки (Дніпропетровська область);
- Ростислав Доценко  (1931–2012) — український перекладач, критик, літературознавець, автор афоризмів, в'язень радянських концтаборів у 1953–1963 рр. (в Мордовії — 1960–1963);
- Святослав Караванський — український мовознавець, поет, журналіст, автор самвидаву;
- Галина Кузьменко — дружина Нестора Махна;
- Василь Левкович (термін 25 років; звільнений 7 грудня 1971) — полковник УПА, командир ВО-2 «Буг»
- Микола Сіпко (роки концтабору: 1946–1956) — полковник Армії УНР;
- Йосип Сліпий — Митрополит Галицький та Архієпископ Львівський;
- Олекса Тихий (термін 7 років, звільнений 15 лютого 1964) — український дисидент, правозахисник, педагог, мовознавець, член-засновник Української гельсінської групи.
- Роман Чайковський — український священник УГКЦ, поет ("Хтось мені квіти приніс...": Штрихи до портрета священика Романа Чайковського (до 100-річчя з дня народження – 1905–2005) / Упоряд. Р.Р. Чайковський, І.Б. Чайковський. – Львів: Ліга-прес, 2005. 200 с., фотогр.)[1].

### Померли
- Сорока Михайло Михайлович († 16 червня 1971) (український націоналіст, член ОУН, провідником Крайової екзекутиви ОУН на західноукраїнських землях (ЗУЗ)(1934–1936), член Крайового Проводу ОУН (1940). Протягом 34 років був в'язнем радянських таборів, організатором руху спротиву в'язнів «ОУН-Північ»)